# Giovanni Gussone
Giovanni Gussone (né le 8 février 1787 à Villamaina et mort le 14 janvier 1866 à Naples) est un botaniste italien du XIXe siècle.

## Biographie
Giovanni Gussone étudie la médecine à l’université de Naples où il est diplômé en 1811. Il décide d’abandonner la carrière de médecin pour se consacrer entièrement à la botanique, devenant un proche collaborateur de Michele Tenore, alors directeur du jardin botanique de Naples.
En 1817, il obtient du duc de Calabre l’autorisation de fonder à Palerme le jardin expérimental et d’acclimatation de Boccadifalco. Lorsque le duc, devient en 1825, roi de Naples sous le nom de François Ier, Gussone est nommé botaniste de cour et part s’installer à Naples, où il vit jusqu’en 1860. Il réalise plusieurs voyages scientifiques, tant en Italie qu’à l’étranger.
En 1861, après la naissance du royaume d'Italie, il est nommé par Victor-Emmanuel, professeur émérite de l’université de Naples.
Plusieurs espèces lui ont été dédiées, parmi elles Leopoldia gussonei par Filippo Parlatore, Quercus gussonei par Antonino Borzì, Elatine gussonei par Carlo Pietro Stefano Sommier et Petagnaea gussonei par Kurt Sprengel. On peut citer aussi Hordeum marinum subsp. gussoneanum (une orge sauvage du littoral méditerranéen).

## Liste partielle des publications
- Florae siculae prodromus (1827-1828)
- Flora sicula (1829)
- Florae siculae synopsis (1842-1845)
- Plantae rariores (1826)
- Enumeratio plantarum vascularium in insula Inarime (1855)

## Sources
- (it) Cet article est partiellement ou en totalité issu de l’article de Wikipédia en italien intitulé « Dorota Masłowska » (voir la liste des auteurs) (version du 24 août 2007).

Guss. est l’abréviation botanique standard de Giovanni Gussone.
Consulter la liste des abréviations d'auteur en botanique ou la liste des plantes assignées à cet auteur par l'IPNI, la liste des champignons assignés par MycoBank, la liste des algues assignées par l'AlgaeBase et la liste des fossiles assignés à cet auteur par l'IFPNI.